# 1439
Năm 1439 là một năm trong lịch Julius.

## Mất
Tướng Mộc Thạnh